# Övre extremitetens muskler
Övre extremitetens muskler
I armen finns 53 skelettmuskler inklusive skuldergördelns muskler.

## 1-10
| Muskel Innervation                         | Ursprung | Fäste | Funktion |
| ------------------------------------------ | --- | --- | --- |
| M. levator scapulae Cervikala spinalnerver | Tuberculum posterius processus transversi CI–IV | Skulderbladets (scapula) övre vinkel (angulus superior scapulae)                                                     | Lyfter skulderbladet (scapula) |
| M. rhomboideus minor N. dorsalis scapulae  | De taggiga utskotten på sjätte och sjunde cervikalkotorna (processus spinosi C VI–C VII)                                                                            | Skulderbladets (scapula) inre (mediala) kant (margo medialis scapulae)                                               | Lyfter, adducerar och inåtroterar skulderbladet (scapula) |
| M. rhomboideus major N. dorsalis scapulae  | De taggiga utskotten på sjunde cervikalkotan samt första till fjärde thorakalkotorna (processus spinosi C VII–Th IV)                                                | Skulderbladets (scapula) inre (mediala) kant (margo medialis scapulae)                                               | Lyfter, adducerar och inåtroterar skulderbladet (scapula) |
| M. supraspinatus N. suprascapularis        | Över skulderkammen (spina scapulae), upptill på skulderbladets (scapula) utsida (fossa supraspinata)                                                                | Högst upp (proximalt) på utsidan (lateralt) av överarmsbenet (humerus), (tuberculum majus humeri)                    | Abduktion av överarmen (brachium), fixation av axelleden (art. humeri) |
| M. infraspinatus N. suprascapularis        | Under skulderkammen (spina scapulae), nedtill på skulderbladets (scapula) utsida (fossa infraspinata)                                                               | Högst upp (proximalt) på utsidan (lateralt) av överarmsbenet (humerus), (tuberculum majus humeri)                    | Utåtrotation av överarmen (brachium), fixation av axelleden (art. humeri) |
| M. teres minor N. axillaris                | Skulderbladets (scapula) yttre (laterala) kant (margo lateralis scapulae)                                                                                           | Högst upp (proximalt) på utsidan (lateralt) av överarmsbenet (humerus), (tuberculum majus humeri)                    | Utåtrotation av överarmen (brachium), fixation av axelleden (art. humeri) |
| M. deltoideus N. axillaris                 | Nyckelbenet (clavicula pars lateralis), akromion (acromion), skulderkammen (spina scapulae)                                                                         | Mitt på överarmsbenets (humerus) utsida (lateralt) (tuberositas deltoidea)                                           | Främre fibrer: Flexion, adduktion, inåtrotation av överarmen (brachium) Mellersta fibrer: Abduktion av överarmen, drag av överarmsbenet (humerus) proximalt/medialt Bakre fibrer: Extension, adduktion och utåtrotation |
| M. biceps brachii N. musculocutaneus       | Långa huvudet (caput longus): Tuberculum supraglenoidale, labrum glenoidale. Korta huvudet (caput breve): Korpnäbbsutskottet (processus coracoideus pars lateralis) | Bicepssenan (Tendo m. bicipitis): tuberositas radii Bicepsaponeurosen (Aponeurosis m. bicipitis): fascia antebrachii | Flexion av armbågsleden (art. cubiti) och supination av handleden (art. radiocarpea) |
| M. supinator N. radialis                   | Epicondylus lateralis humeri Lig. collaterale laterale Crista m. supinatoris ulnae                                                                                  | Strålbenets (radius) övre (proximala) tredjedel                                                                      | Supination av handleden (art. radiocarpea) |
| M. brachioradialis N. radialis             | Distalt i överarmsbenets (humerus) laterala kant (margo lateralis humeri), septum intermusculare laterale                                                           | Lateralt på strålbenet (radius) vid roten av proc. styloideus                                                        | Flexion av armbågsleden (art. cubiti), återställer pronation och supination av underarmen (antebrachium). |

## 11-20
| Muskel Innervation                                                 | Ursprung | Fäste                                                               | Funktion                                                                                  |
| ------------------------------------------------------------------ | --- | ------------------------------------------------------------------- | ----------------------------------------------------------------------------------------- |
| M. subscapularis Nn. subscapulares                                 | Skulderbladets (scapula) undersida (fossa subscapularis)                                                                  | Distalt överst på överarmsbenet (humerus) (tuberculum minus humeri) | Inåtrotation av överarmen (brachium) och fixation av överarmsbenets huvud (caput humeri). |
| M. brachialis N. musculocutaneus                                   | Distalt på överarmsbenets (humerus) framsida, septum intermusculare mediale                                               | Tuberositas ulnae                                                   | Flexion av armbågsleden (art. cubiti)                                                     |
| M. serratus anterior N. throracicus longus                         | Revben 1–9 (costae I–IX)                                                                                                  | Margo lateralis scapulae Angulus inferior scapulae                  | Abduktion och utåtrotation av skulderbladet (scapula)                                     |
| M. coracobrachialis N. musculocutaneus                             | Korpnäbbsutskottet (proc. coracoideus)                                                                                    | Medialt mitt på överarmsbenet (humerus)                             | Flexion och adduktion av överarmen (brachium)                                             |
| M. pectoralis major N. pectorales medialis N. pectorales lateralis | Medialt på nyckelbenet (clavicula) Bröstbenets (sternum) framsida De sex översta revbensbrosken                           | Överarmsbenet (crista tuberculi majoris humeri)                     | Adduktion, inåtrotation och flexion av överarmen (brachium)                               |
| M. extensor carpi radialis longus N. radialis                      | Distalt på Överarmsbenet (humerus) laterala kant (margo lateralis humeri) septum intermusculare                           | Basen för metakarpalben 2 (basis ossis metacarpalis II)             | Abduktion extension av handleden (art. radiocarpea)                                       |
| M. teres major N. subscapularis                                    | Nedtill på skulderbladets (scapula) laterala kant (margo lateralis scapulae) och nedre vinkel (angulus inferior scapulae) | Överarmsbenet (crista tuberculi minoris)                            | Adduktion, extension och inåtrotation av överarmen (brachium)                             |
| M. pronator teres N. medianus                                      | Caput humerale: epicondylus medialis humeri Caput ulnare: processus coronoideus                                           | Mitt på strålbenets (radius) laterala sida                          | Pronation, flexion                                                                        |
| M. flexor carpi radialis N. medianus                               | Epicondylus medialis humeri                                                                                               | Basis ossis metacarpalis II–III                                     | Flexion, abduktion av handleden.                                                          |
| M. pectoralis minor N. pectorales medialis N. pectorales lateralis | Revben 3–5 (costae III–V)                                                                                                 | Korpnäbbsutskottet (processus coracoideus)                          | Drar skulderblad framåt och nedåt. Drar revbenen uppåt                                    |

## 21-30
| Muskel Innervation                            | Ursprung | Fäste                                                                                 | Funktion                                                        |
| --------------------------------------------- | --- | ------------------------------------------------------------------------------------- | --------------------------------------------------------------- |
| M. latissimus dorsi N. thoracodorsalis        | Thorakal- samt ländkotorna T7–L5 (processus spinosi Th VII–L V) | Proximalt på överarmsbenets (humerus) laterala sida (crista tuberculi minoris humeri) | Extension, adduktion, inåtrotation av överarmsbenet (humerus)   |
| M. triceps brachii N. radialis                | Långa huvudet (caput longum): På skulderbladet (scapula) under axelleden (art. humeri, tuberculum infraglenoidale) Caput mediale: Distalt om sulcus nervi radialis på överarmsbenets (humerus) baksida Caput laterale: Proximalt om sulcus nervi radialis | Armbågsbenets (ulna) proximala utskott olekranon (olecranon)                          | Extension av armbågsleden, adduktion och extension av axelleden |
| M. extensor carpi radialis brevis N. radialis | Överarmsbenets (humerus) laterala epikondyl (epicondylus lateralis humeri) | Basen för tredje metakarpalbenet (basis ossis metacarpalis III)                       | Abduktion-extension av handleden                                |
| M. extensor digitorum N. radialis             | Överarmsbenets (humerus) laterala epikondyl (epicondylus lateralis humeri) | Extensoraponeurosen, de ulnara fingrarnas falanger                                    | Extension av handled och samtliga fingerleder                   |
| M. abductor pollicis longus N. radialis       | Membrana interosseas baksida och intilliggande delar av strålbenet (radius) och armbågsbenet (ulna) | Första metakarpalbenet bas (basis ossis metacarpalis I)                               | Abduktion och extension                                         |
| M. extensor pollicis brevis N. radialis       | Membrana interossea, strålbenet (radius) | Basen för tummens grundfalang                                                         | Extension av tummens metakarpofalangealled                      |
| M. extensor digiti minimi N. radialis         | Överarmsbenets (humerus) laterala epikondyl (epicondylus lateralis humeri) | Extensoraponeurosen vid basen för lillfingrets (digitus minimus) proximala falang     | Extension                                                       |
| M. extensor carpi ulnaris N. radialis         | Överarmsbenets (humerus) laterala epikondyl (epicondylus lateralis humeri), lig. collaterale radiale | Femte metakarpalbenets bas (basis ossis metacarpalis V)                               | Extension, adduktion                                            |
| M. extensor pollicis longus N. radialis       | Membrana interossea, armbågsbenets (ulna) distala baksida | Basen för tummens distala falang                                                      | Extension                                                       |

## 31-40
| Muskel Innervation                                   | Ursprung | Fäste                                                                                              | Funktion |
| ---------------------------------------------------- | --- | -------------------------------------------------------------------------------------------------- | --- |
| M. extensor indicis N. radialis                      | Membrana interossea, armbågsbenets (ulna) distala baksida | Extensoraponeurosen vid pekfingret                                                                 | Extension av handleden (art. radiocarpea) och pekfingret                                                                      |
| M. flexor carpi ulnaris N. ulnaris                   | Överarmsbenets (humerus) mediala epikondyl (epicondylus medialis humeri), armbågsbenets (ulna) proximala utskott olekranon (olecranon), armbågsbenets (ulna) baksida (margo posterior ulnae) | Handlovsbenet os pisisforme och vidare till basen för ring- och lillfingrets metakarpalben         | Flexion och adduktion av handleden (art. radiocarpea)                                                                         |
| M. palmaris longus N. medianus                       | Överarmsbenets (humerus) mediala epikondyl (epicondylus medialis humeri) | Basen för pek- och långfingrets metakarpalben (Basis ossis metacarpalis 2–3)                       | Flexion av handleden, flexion av ulnara metakarpofalangealleder (MCP-leder), spänner palmaraponeurosen (aponeurosis palmaris) |
| M. flexor digitorum superficialis N. medianus        | Överarmsbenets (humerus) mediala epikondyl (epicondylus medialis humeri), armbågsbenets (ulna) proximala, främre utskott (proc. coronoideus ulnea), strålbenets (radius) framsida            | De ulnara fingrarnas mellanfalanger                                                                | Flexion av handleden (art. radiocarpea) och fingrarna (digiti manus)                                                          |
| M. flexor pollicis brevis N. medianus                | Membrana interossea, strålbenets (radius) baksida | Basen för tummens grundfalang                                                                      | Extension av tummens metakarpofalangealled                                                                                    |
| M. abductor pollicis brevis N. medianus              | Flexorretinaklet, båtbenets (os scaphoideum) utskott, ibland även os trapeziums utskott | Basen för tummens grundfalang                                                                      | Abduktion av tummens karpometakarpalled, flexion av metakarpofalangealleden, opposition                                       |
| M. pronator quadratus N. medianus                    | Distala fjärdedelen av armbågsbenets (ulna) framsida | Distala fjärdedelen av strålbenet (radius)                                                         | Pronation av armbågsleden (art. cubiti)                                                                                       |
| M. flexor digitorum profundus N. medianus N. ulnaris | Proximalt på armbågsbenet (ulna), membrana interossea | Basen för de ulnara fingrarnas (digiti manus) ytterfalanger                                        | Flexion av handleden (art. radiocarpea) och fingerlederna (art. digitorum manus)                                              |
| M. flexor pollicis longus N. medianus                | Membrana interossea, mellersta två fjärdedelarna av strålbenets (radius) framsida, mer sällan i armbågsbenets mediala epikondyl (epicondylus medialis ulnae)                                 | Basen för tummens ytterfalang                                                                      | Flexion av tummen (pollex) |
| M. abductor digiti minimi N. ulnaris                 | Os pisiforme, senan från m. flexor carpi ulnaris | Basen för lillfingrets (digitus minimus) första mellanfalang, m. extensor digiti minimis aponeuros | Abduktion av lillfingret (digitus minimus)                                                                                    |

## 41-53
| Muskel Innervation                                   | Ursprung                                                                                        | Fäste                                                | Funktion |
| ---------------------------------------------------- | ----------------------------------------------------------------------------------------------- | ---------------------------------------------------- | --- |
| M. flexor digiti minimi brevis N. ulnaris            | Os hamatum, fexorretinaklet (retinaculum flexorum)                                              | Basen för lillfingrets (digitus minimus) grundfalang | Flexion av lillfingret (digitus minimus)                                                                     |
| M. opponens digiti minimi N. ulnaris                 | Os hamatum, flexorretinaklet (retinaculum flexorum)                                             | Längs med femte metakarpalbenets mediala kant        | Drar femte metakarpalbenet inåt och roterar det för att ställa lillfingret i opposition till tummen (pollex) |
| Mm. interossei (fyra muskler) N. ulnaris             | Palmara gruppen: medialt på metakarpalben 2, 4 och 5 Dorsala gruppen: På metakarpalbenens sidor | Ytterfalangerna på finger 2, 3 och 4                 | Palmara gruppen: adduktion av de ulnara fingrarna Dorsala gruppen: Abduktion av de ulnara fingrarna          |
| Mm. lumbricales (sju muskler) N. medianus N. ulnaris | I mellanhanden i M. flexor digitorums senor                                                     | Radialt i de ulnara fingarnas extensoraponeuroser.   | Flexion av fingrarnas grundled, extension av mellan- och ytterleder.                                         |